# Edgerton (Minnesota)
Edgerton es una ciudad ubicada en el condado de Pipestone en el estado estadounidense de Minnesota. En el Censo de 2010 tenía una población de 1189 habitantes y una densidad poblacional de 394,73 personas por km².

## Geografía
Edgerton se encuentra ubicada en las coordenadas 43°52′31″N 96°7′50″O / 43.87528, -96.13056. Según la Oficina del Censo de los Estados Unidos, Edgerton tiene una superficie total de 3.01 km², de la cual 3 km² corresponden a tierra firme y (0.26%) 0.01 km² es agua.

## Demografía
Según el censo de 2010, había 1189 personas residiendo en Edgerton. La densidad de población era de 394,73 hab./km². De los 1189 habitantes, Edgerton estaba compuesto por el 95.29% blancos, el 0.25% eran afroamericanos, el 0% eran amerindios, el 0.84% eran asiáticos, el 0% eran isleños del Pacífico, el 2.1% eran de otras razas y el 1.51% pertenecían a dos o más razas. Del total de la población el 3.62% eran hispanos o latinos de cualquier raza.